# Eublemma margaritae
Eublemma margaritae är en fjärilsart som beskrevs av Berg 1882. Eublemma margaritae ingår i släktet Eublemma och familjen nattflyn. Inga underarter finns listade i Catalogue of Life.